# 청구도
〈청구도〉(靑邱圖)는 1834년(순조 34년) 김정호(金正浩)가 만든 한국 지도로, 〈청구선표도〉(靑邱線表圖)라고도 부른다. 2008년 대한민국의 보물 제1594호로 지정되었다. 현존하는 옛 지도 중에서 가장 큰 것으로, 가로 462센티미터, 세로 870센티미터이며, 축척은 약 1:216,000이다. 옛 지도 가운데 일정한 크기의 지역으로 구분되어 있으며 축척이 동일한 전국도 가운데 가장 정밀하고, 이후 제작된 《대동여지도》의 기초가 된 채색필사본이다. 상하 2책이며 현재 국립중앙도서관과 고려대학교 도서관에서 소장하고 있다.

## 구성 및 내용
김정호가 제작한 첫 번째 지도이며 두 책으로 되어 있는 〈청구도〉는 앞머리에 최한기가 쓴 제문 다음에 김정호가 쓴 범례가 있고, 1면 크기의 역사 지도인 〈동방제국도〉(東方諸國圖), 〈사군삼한도〉(四郡三韓圖), 〈삼국전도〉(三國前圖), 〈본조팔도성경합도〉(本朝八道盛京合圖)와 4면 크기의 〈신라구주군현총도〉(新羅九州郡縣總圖), 〈고려오도양계주현총도〉(高麗五道兩界州縣總圖), 〈본조팔도주현도총목〉(本朝八道州縣圖總目)이 들어 있다.
4면 크기의 신라, 고려, 조선 지도는 행정구역 및 지명의 시대적 변천을 개관할 수 있고, 청구도의 각 지방 지도를 찾기 위한 색인 역할을 하고 있다. 이밖에 부록으로 군국총목표(軍國總目表)라는 제목의, 당시 행정구획별 남녀인구수·군보·곡부·방면·전답·민호 등이 기재된 표가 있다. 또한 지도 내용에는 수계(水系)·지형·성곽·창고·역도(驛道)·봉수·교량·고개·섬·호구·시장·군병·토산(土産)·공납·풍속·능묘·사찰 등 그 지역의 특색을 나타내는 지지사항도 상세히 기록하고 있다.
- 제1책 : 청구도제(靑邱圖題), 청구도 범례, 본조팔도주현도총목, 도성전도(都城全圖), 제주현도(諸州縣圖), 동방제국도(東方諸國圖), 사군삼한도, 삼국전도, 신라주현총도(新羅州縣總圖), 고려오도양계주현총도, 본조팔도성경합도, 군국총목표
- 제2책 : 본조팔도주현도총목, 도성전도(都城全圖), 제주현도(諸州縣圖), 靑邱圖 凡例[4]

## 특징

### 지도 구성 방법
전국을 가로 22판, 세로 29층으로 나누어 편람하기 좋도록 책첩으로 만든 총 321면의 첩지도이며, 가로 70리, 세로 100리를 기준으로 모눈을 그린 획정지도(劃定地圖)이다. 이는 동서의 길이를 1,540리, 남북의 길이를 2,900리로 계산한 셈이다. 이러한 획정법은 종전의 획정법과는 달리 바로 정조 때 천문 관측에 따라 정해진 8도의 극고도(極高度, 경위도)에 근거한 것이다. 이때 남북 3천 리는 세로 30층이지만 제주도(濟州島)와 전라도(全羅道)를 잇는 한 층이 생략되어 있다. 또한 청구도는 방안이 지도 위에 그려져 있어 산과 물을 자르는 기존 지도의 문제점을 지적하며 각 면의 위와 안쪽 또는 오른쪽에 10리 방안을 표시했을 뿐 지도 위에는 방안을 그리지 않았다.
그리고 군현의 경계를 확실하게 하였으며, 특히 비지(飛地)와 두입지(斗入地)를 표시하여 한눈에 볼 수 있게 하였는데, 이 점에서 〈청구도〉는 이전의 어느 지도보다 실용적이다.

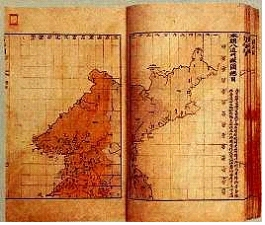
본조팔도주현도총목

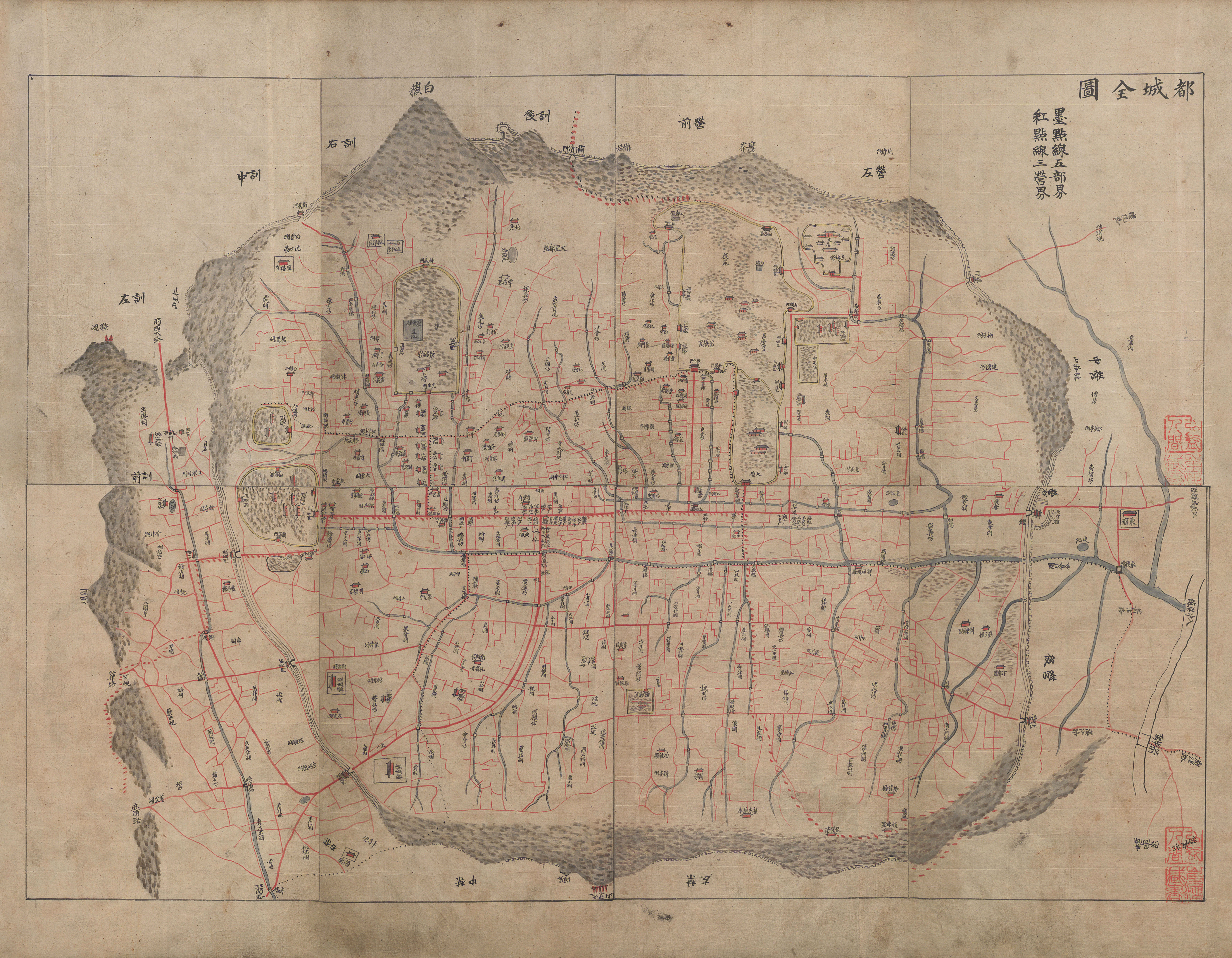
도성전도

### 색인도
〈청구도〉에는 색인도(索引圖) 역할을 하는 본조팔도주현도총목(本朝八道州縣圖總目)이 수록되어 있다. 이는 지도를 찾아가는 방법을 만들어 놓은 것으로, 경위선표에는 방안의 가로, 세로에 일련번호가 붙어 있으며, 각 지도의 방안에 써있는 가로 세로의 일련번호를 비교하여 지도를 쉽게 찾을 수 있다.

### 지지 정보의 결합
군현을 파악하고 통치하기 위해 일반적으로 수록한 지지적 내용인 호구(戶口), 전결(田結), 곡총(穀總), 군정(軍丁)의 수와 서울까지의 거리를 각 군현이 표현된 지도 위에 직접 기록해 놓아 통치 정보가 나타난다. 그리고 신라 이후 각 군현 명칭의 변화를 읍치 주위에 신라는 ‘라(羅)’로, 고려는‘려(麗)’로 구분하여 적고 있어 행정구역 및 지명의 시대적 변천을 개관할 수 있다. 또한 과거의 전투 기록 등 당시로서는 중요한 여러 역사 정보를 해당 장소에 간략하게 적고 있어 역사 정보를 알 수 있다. 마지막으로 자연지리 정보는 산의 표현에서 크기나 겹쳐진 줄의 수로 지형의 높낮이의 일부 표현한 것에서 찾아 볼 수 있다.

### 지도식
사방을 12개의 방위로 나누고, 10리 간격의 원이 그려져 있으며, 이 지도식은 기호만 별도로 모은 범례표가 아니라 지도상에서 직접 바다, 섬, 강, 산, 읍성, 목장, 못, 다리, 고개, 봉수, 누각 등의 기호를 설명하고 있는 것이 특이한데, 이러한 지도범례의 표현은 현대 지도에서도 사용되고 있는 방식이다.

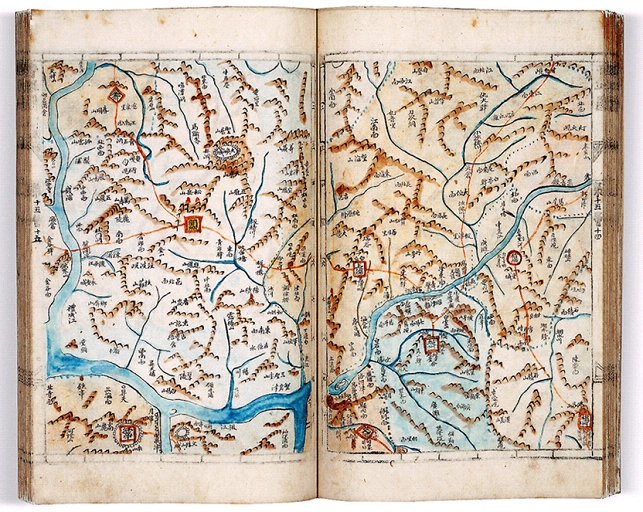
청구도 개성부

### 범례
범례의 용도에서 가장 중요한 것은 동일한 정보를 동일한 기호로 표시하여 지도에 수록된 정보에 통일성을 부여하고, 이용자들로 하여금 일목요연하게 이해할 수 있도록 한다는 점이다.
범례의 내용은 방면의 호칭이 면·방·사와 같이 지방마다 다른 점을 지적하면서 면으로 통일 시키고 있다. 또한 진보·사원·역·창 등의 위치 표시가 갖고 있는 애매함을 극복하기 위해 진·사·역·창의 글자 부분이 위치임을 밝히고 있다. 군현읍치의 경우 세로로 길고 큰 사각형을 통해 정보를 통일시켰지만 안쪽에 고유 명칭 두 자를 적어놓아 다른 군현과 구별할 수 있도록 하였고, 병영, 수영, 통영, 각종 영은 세로 또는 가로로 긴 작은 사각형 안에 명칭을 적어 넣었다. 봉수는 불이 타오르는 삼각형 모양으로 그려져 있다. 이외에 도로가 홍색 실선으로 표시되어 있고 하천은 흑색 쌍선에 청채색을, 산지는 흑색 연속봉만에 녹색채색을 하고있다.

### 과학적인 지도
색인도, 지지 정보의 결합, 지도식, 범례를 갖추었고, 또한 지도 구성에서의 모눈 획정이나 방위 산출, 극고에 따른 지도의 보정 등은 당시 〈청구도〉가 조선에서 가장 과학적 지식과 기술을 잘 활용한 지도였음을 알 수 있다.

### 미비점
〈청구도〉는 당시의 어떤 지도보다 뛰어나지만 옛 지도에서 가지는 단점을 드러내기도 했다. 지도의 도식 곧 지도식을 전통적 방식을 채택했고, 방위를 12방위를 씀으로써 지도 자체는 정확하지만 지도의 지점(地點) 표현이 보다 불분명하게 되었다. 수계는 정확히 표시한 반면 산맥은 진산(鎭山) 중심으로 표현함으로써 산맥이 많은 동쪽이 실제보다 넓게 그려졌다. 게다가 부기가 많아 지도의 독립성보다는 지리지 《동여도지》의 부도적 성격이 두드러졌다.

## 제작 원리
〈청구도〉는 최한기의 〈청구도제〉에 따르면 다음과 같은 제작 원리로 만들어졌다.
1. 지도 제작은 획야분주(劃野分州)[7]에서 비롯한다. 획야분주에서는 산맥과 수계에 따라 지역을 나누었다.
2. 천문 관측에 따른 경위선의 결정에 대해서이다. 최한기는 “하늘의 1도는 땅의 200리가 되고 또 시간의 4분에 해당한다.”라고 하였다.
3. 1791년(정조 15년)에 천문을 관측한 결과로써 지형·위치·방위 등을 바로잡았다. 이는 1713년(숙종 39년)에 청나라 사신 하국주(何國柱) 일행이 한양에 와서 상한대의(象限大儀)를 써서 한성부 종가의 극고를 실측하여 북위 37도 39분 15초, 북경 순천부를 기준으로 한양이 편동 10도 30분이라는 실측치를 얻었다. 이를 기초로 정조가 1791년에 〈여지도〉에 입각하여 8도의 경위도를 양정시켰다. 이에 따라 8도의 분폭과 전국 주의 분표가 자유자재로 이루어져 실제 모양과 그다지 차이가 없는 지도를 그릴 수 있게 되었다. 〈여지도〉는 여러 가지가 있었는데 정철조(鄭喆祚)·황엽(黃燁)·윤영(尹鍈)이 편찬한 〈여지도〉가 특히 우수하여, 김정호는 그 지도를 참고하여 〈청구도〉를 만들었다.
4. 재래 지도의 폐단을 지적하였다. 정상기가 지적하였듯이 종이의 크고 작음에 맞추어 334개 주현을 똑같이 그렸기 때문에 좁은 고을은 넓어지고 넓은 고을은 좁아지게 되었다. 김정호는 이에 유의하여 전국을 같은 비례로 제도함으로써 축척 비례가 정연하고 주현의 분합이 가능했다.
5. 배수(裵秀)의 6체(六體)를 들어 지도 제작 원리를 설명하였다. 서진(西晉)의 배수(裵秀)는 〈우공구주지도〉(禹貢九州地圖)를 그린 지리학자이며 정치가이다. 그가 중국 지도학의 시원을 이루었는데, 지도 제작의 여섯 원리를 제시하였다.
  1. 분율(分率) : 지형의 동서·남북의 폭원(幅員).
  2. 준망(準望) : 이곳과 저곳의 지형을 바로잡는 방위.
  3. 도리(道里) : 이곳과 저곳의 거리.
  4. 고하(高下) : 지형의 높낮이.
  5. 방사(方邪) : 지형의 모남과 비뚤어짐.
  6. 우직(迂直) : 지형의 구부러짐과 곧음.

## 제도 원리
〈청구도〉는 배수(裵秀)의 6체(六體)에 따라 그려졌다. 곧 방안선을 그을 때 가로 70리, 세로 100리로 나누어 분율을 고려하였고, 준망은 동서남북의 4방위 대신 12간지의 12방위법을 써서 방위를 바르게 하였다. 거리의 균정을 위해 일정한 지점을 중심으로 10리마다 원을 둘러 그려서 도리(道里)를 바르게 하였는데, 이것이 평환법(平環法)이다. 그 전에 쓰던 방괘법(方罫法)은 사우(四隅, 네 귀퉁이)의 리수(里數)가 사정(四正, 자(子)‧오(午)‧묘(卯)‧유(酉)의 네 방위)보다 멀기 때문에 거리를 균정하게 할 수 없다는 단점이 있었다.
또한 천문 관측에 따른 경위선 표식을 적용한 점, 《기하원본》을 참고하여 서양 기하학의 원리를 이용한 확대·축소의 정확성을 기했다.

## 기타
청구도의 저본은 〈해동여지도〉 또는 〈동여〉(東輿)로 본다.

## 같이 보기
- 김정호
- 동여도지
- 대동여지도
- 해동여지도

## 참고 자료
- 한영우, 안휘준, 배우성, 《우리 옛지도와 그 아름다움》, 효형출판, 2003, 118~120쪽.
- 이기봉, 《김정호의 청구도 제작 과정과 지도적 특징에 관한 연구》, 대한지리학회 제39권 제3호, 2004, 486~490쪽.
- 이상태. 《한국 고지도 발달사》. 서울: 혜안, 185~242쪽.
- 숭실대 한국기독교박물관 - 청구도[깨진 링크(과거 내용 찾기)]